# Анделст
Анделст (нід. Andelst) — село в нідерландській провінції Гелдерланд. Входить до муніципалітету Овербетюве.
Його площа становить 6,65км², а населення станом на 2021 рік складало 1 655 осіб.
Перша згадка про населений пункт датується 855-им роком.

## Галерея

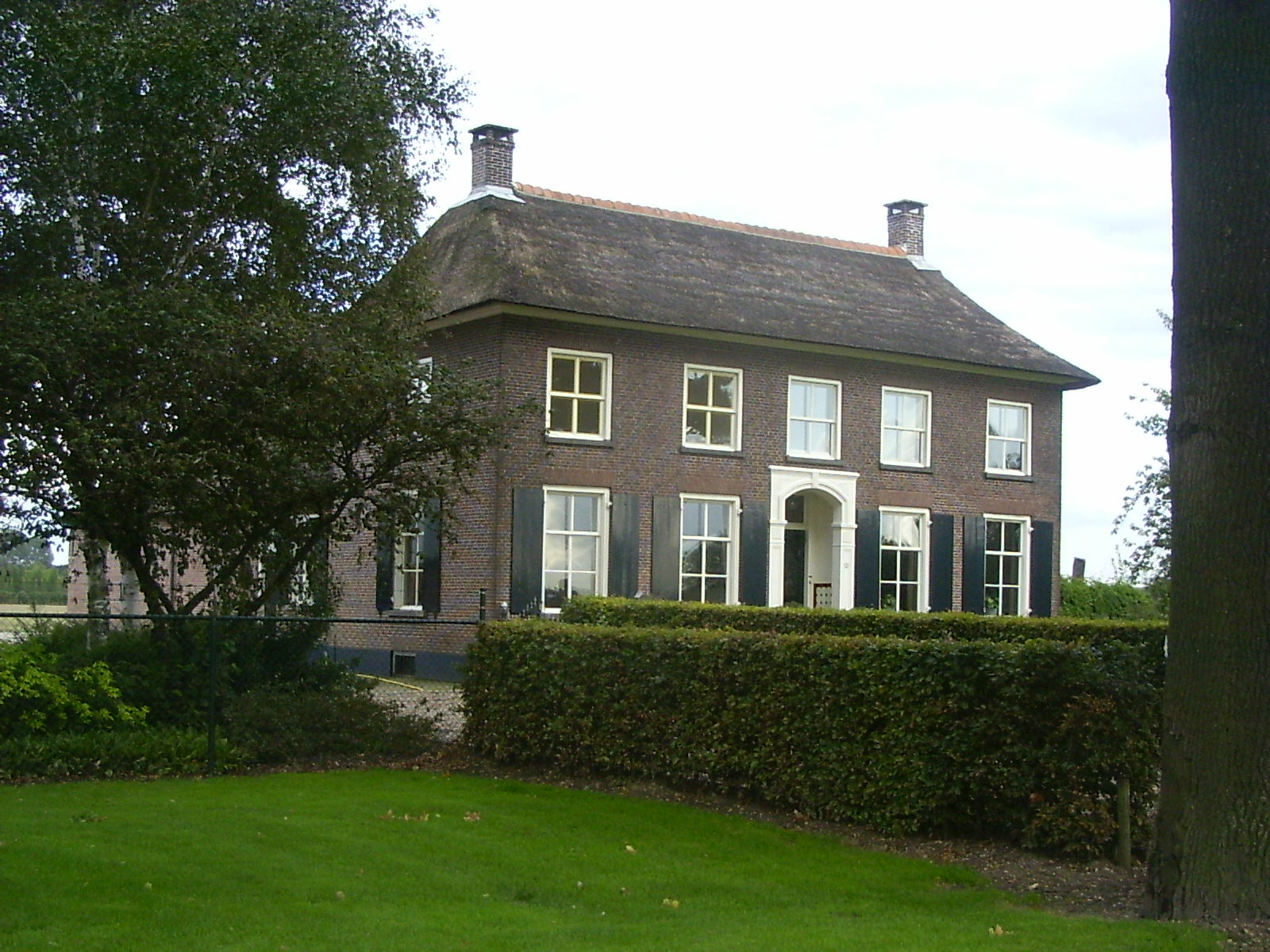
Ферма
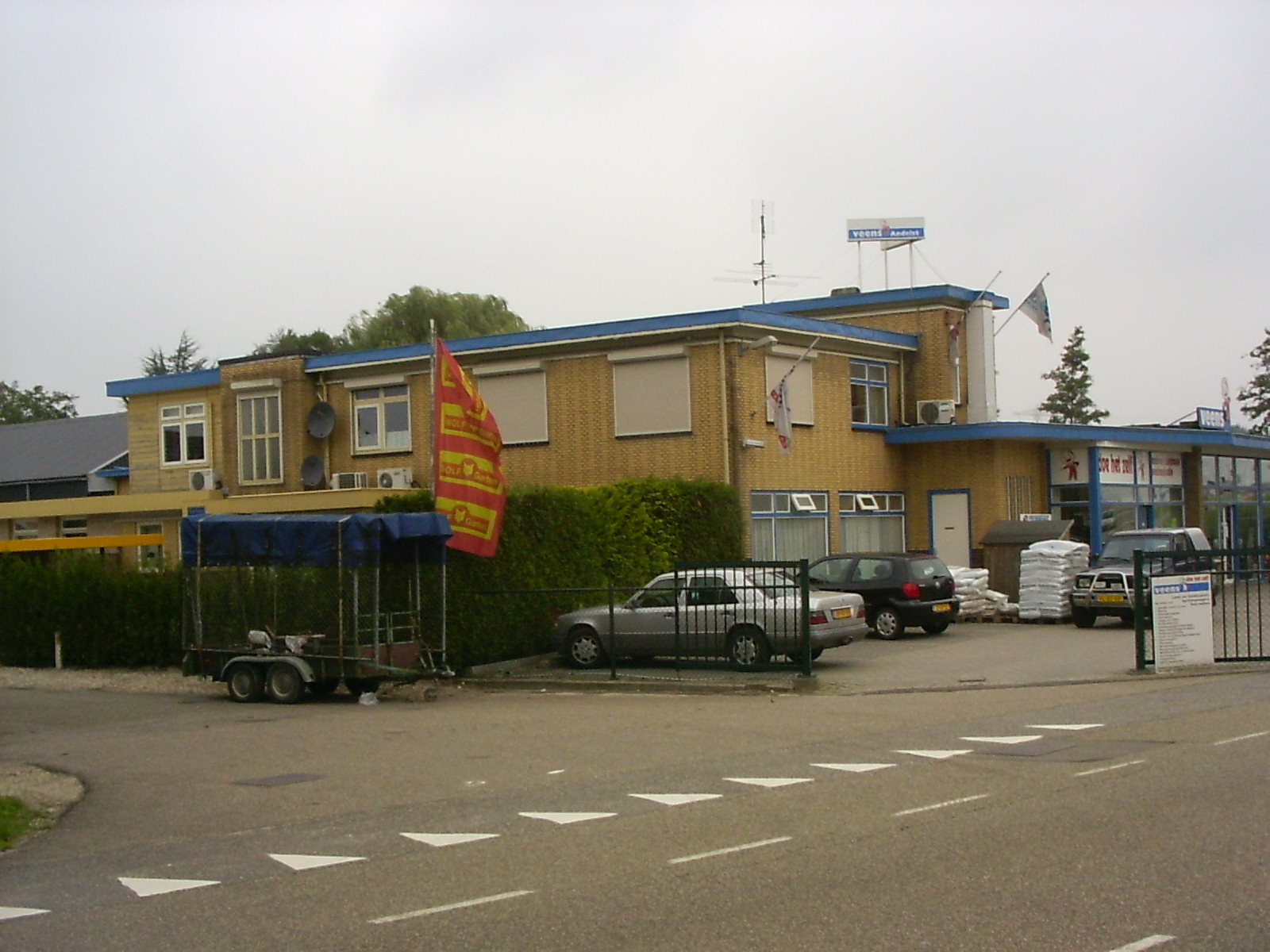
Колишнє автобусне депо
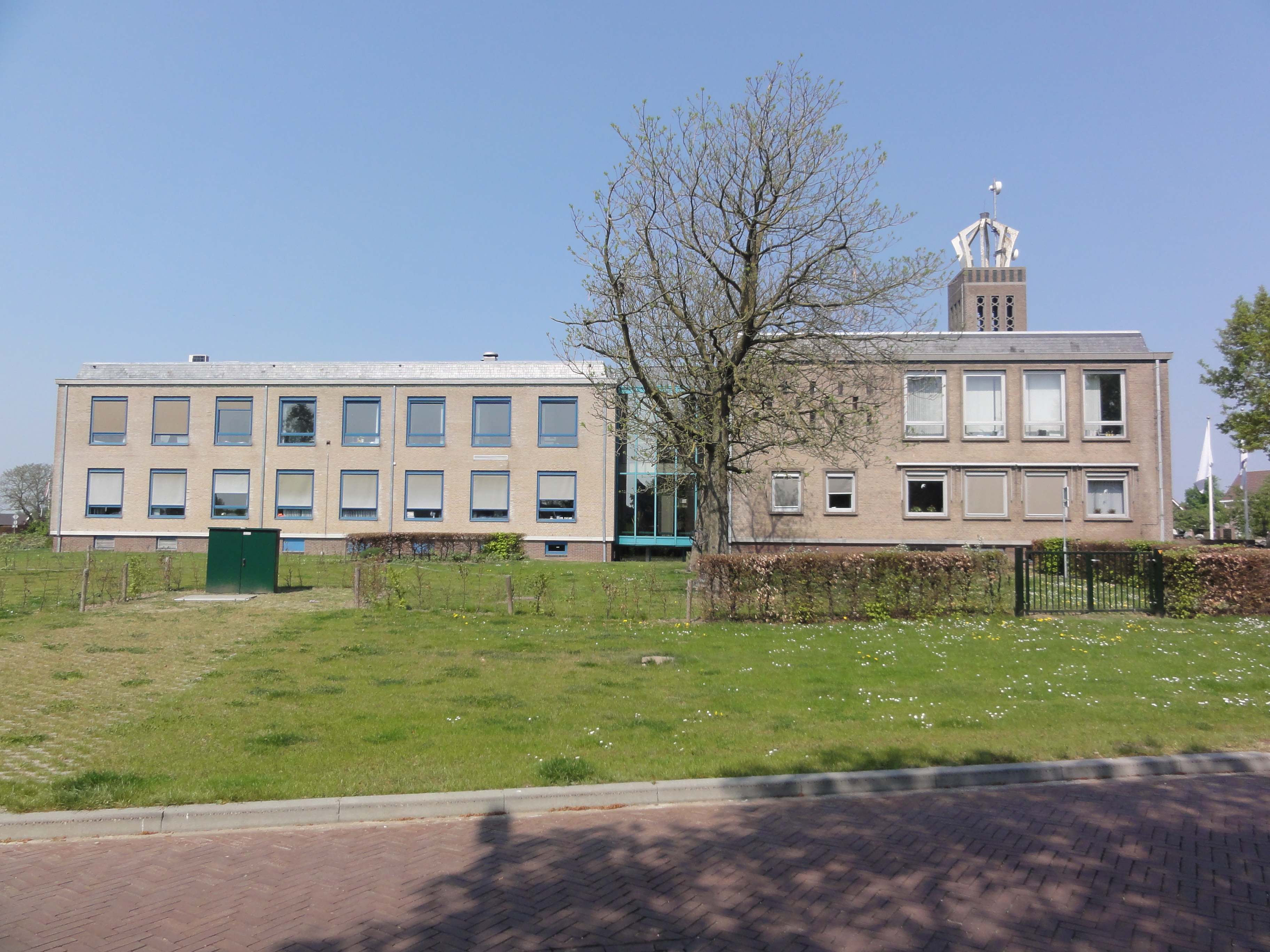
Мерія
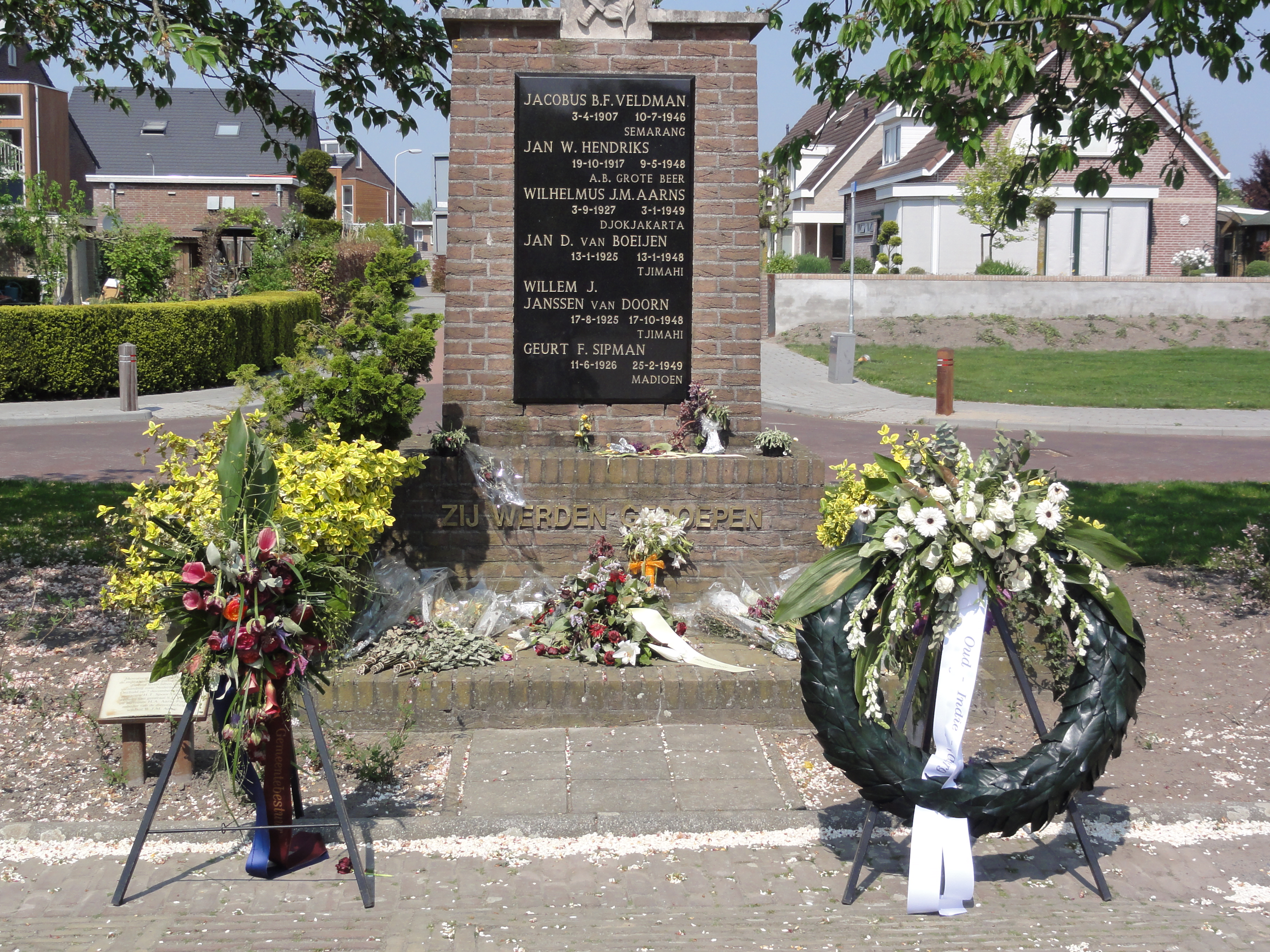
Монумент